# 宁夏沙参
宁夏沙参（学名：Adenophora ningxianica）是桔梗科沙参属的植物，是中国的特有植物。分布于中国大陆的甘肃、内蒙古、宁夏等地，生长于海拔1,600米至2,400米的地区，常生长在沟谷灌丛中、山坡阴处和岩石缝中，目前尚未由人工引种栽培。